# آلیل الکل
آلیل الکل (با نام آیوپاک: پروپ-۲-ان-۱-ال) یک ترکیب آلی با فرمول ساختاری CH۲=CHCH۲OH است. مانند بسیاری از الکل‌ها به صورت مایع محلول در آب و بی‌رنگ است و سمی‌تر از الکل‌های کوچک معمولیست. از آلیل الکل به عنوان ماده اولیه تولید گلیسرول استفاده می‌شود، همچنین به عنوان پیش ماده بسیاری از ترکیبات تخصصی مانند مواد مقاوم در برابر شعله، روغن‌های خشک‌شونده و روان‌کنندهها مورد استفاده قرار می‌گیرد. آلیل الکل کوچکترین نماینده گروه الکل‌های آلیلی است.

## کاربردها
آلیل الکل عمدتاً به گلیسیدول تبدیل می‌شود که یک ماده شیمیایی واسطه در سنتز گلیسرول، گلیسیدیل اترها، استرها و آمین‌ها است. همچنین، انواع استرهای قابل پلیمر شدن از آلیل الکل‌هایی چون دی‌آلیل فتالات تهیه می‌شوند.